# Извор Махала
Извор Махала (буг. Извор махала) је село на северозападу Бугарске у општини Кула у Видинској области. Према подацима пописа из 2021. године село је имало 36 становника.

## Географија
Налази се уз границу Бугарске са Србијом, у западном и највишем делу општине Кула. У близини села се налази брдо Вршка чука чија висина износи 692 метара и у чијем подножју почињу изворишни краци реке Тополовец која пролази кроз село. На потоку Мостиште, поред магистралног пута Зајечар-Кула, налази се мало вештачко језеро Извор Махала површине 2,1 хектара које служи за узгој рибе.
Рељеф је брдски са просечном надморском висином од 308 метара. Клима је умереноконтинентална.
Удаљено је 6 километара од граничног прелаза „Вршка чука”, од општинског седишта, града Куле, удаљено је 11 километара, а од Видина 43 километара.

## Историја
Прва кућа у селу подигнута је 1829. године, а први досељеници су дошли из зајечарског села Велики Извор. Бавили су се сточарством и прекограничном трговином. Када је 1833. године повучена нова граница између Кнежевине Србије и Османског царства, остала су имања појединих Великоизвораца на турској (сада бугарској) територији. Због тога су многе породице биле принуђене да се иселе на турску територију и на тај начин образовале ново село Извор Махала.

## Демографија
Према подацима пописа из 2021. године село је имало 36 становника док је према попису из 2011. било 98 становника што је мање за 63%. Према подацима пописа из 2011. сви становници су били Бугари.
| Етнички састав према попису из 2011.‍ | Етнички састав према попису из 2011.‍ | Етнички састав према попису из 2011.‍ | Етнички састав према попису из 2011.‍ | Етнички састав према попису из 2011.‍ |
| ------------------------------------ | ------------------------------------ | ------------------------------------ | ------------------------------------ | ------------------------------------ |
|                                      |                                      |                                      |                                      |                                      |
| Бугари                               | Бугари                               |                                      | 98                                   | 100%                                 |